# إمباير إيرث
أرض الامبراطورية وبالإنجليزية Empire Earth لعبة من العاب استراتيجية الوقت الحقيقي منتجة ومطورة من قبل مجموعة ستاينستيل ستوديوس الأمريكية في 23 نوفمبر من سنة 2001. اعتبرت مجموعة العاب سلسلة إمبراطورية الأرض Empire earth المنافس الأكبر للسلسلة أيج أوف إمبايرز. انتج من اللعبة خمسة إصدارات رئيسية وهي:
- الإصدار الأول Empire Earth1
- الإصدار الثاني Empire Earth 2
- الإصدار الثالث Empire Earth 3
- الإصدار الرابع Empire Earth 4

تعتبر لعبة امبير ايرث من أشهر الألعاب الحربية انتشارا لمحاكتها للحروب الحقيقية وقد برعت الشركة المنتجة في تصميم تلك اللعبة بحيث تتلاأم مع جميع الثقافات سواء كانت عربية أو غربية أو شرقية وتتميز هذه اللعبة بأن لها شمولية لجميع العصور لذلك جاء هذء التلائم..

## وصلات خارجية
- إمباير إيرث على موقع IMDb (الإنجليزية)